# شهرستان لنجان
شهرستان لِنجان (لنجون) یکی از شهرستان‌های استان اصفهان است. مرکز این شهرستان، زرین شهر می‌باشد. همچنین مرکز این شهرستان دارای آثار باستانی ازجمله مسجد رحیم خان، برج کبوتر، مسجد صباحی از دورهٔ ایلخانیان و حمام عمومی ساحل در زرین شهر است.

## جمعیت
بنابر سرشماری مرکز آمار ایران، جمعیت شهرستان لنجان در سال ۱۳۹۵ برابر با ۲۶۲٬۹۱۲ نفر بوده است.

## موقعیت جغرافیایی
این شهرستان از شرق به شهرستان فلاورجان از شمال شرق به شهرستان نجف‌آباد از شمال به شهرستان تیران و کرون از غرب به شهرستان فرخ‌شهر و شهرستان بروجن در استان چهارمحال و بختیاری و از جنوب به شهرستان مبارکه محدود می‌شود.

## پیشینه
تا قبل از سال ۱۳۱۶ شمسی که قانون جدید تقسیمات کشوری تصویب گردد، لنجانات ناحیه‌ای از شهرستان اصفهان بشمار می‌آمد که محدوده وسیعی از حواشی زاینده‌رود را درمحدوده جنوب غربی این شهرستان در بر می‌گرفته است. در سال ۱۳۵۲ شمسی، شهرستان لنجانات از شهرستان اصفهان منتزع و به دو بخش مجزای لنجان علیا به مرکزیت لنجان و فلاورجان تقسیم گردید. بر اساس این تقسیم‌بندی، فلاورجان با نام لنجان سفلی و مناطق لنجان کنونی و مبارکه با عنوان لنجان علیا قلمداد می‌شدند. در سال ۱۳۶۱ منطقه لنجان علیا با انتزاع از فلاورجان به شهرستان مستقلی به نام شهرستان لنجان تبدیل گردید. این روند تا سال ۱۳۶۸ و جدایی مبارکه از شهرستان لنجان و تبدیل آن به شهرستان مستقل ادامه یافت. در پی این تحول، شهرستان لنجان به محدوده جغرافیایی کنونی محدود گردید. در حال حاضر شهرستان لنجان شامل سه بخش (فولادشهر) مرکزی (زرین شهر) و باغ بهادران و هشت شهر و بیش از ۳۰ روستا می‌باشد.

## تقسیمات کشوری
شهرستان لنجان دارای ۳ بخش، ۷ دهستان و ۹ شهر به شرح زیر است:

### شهرستان لنجان
| بخش        | مرکز بخش   | جمعیت بخش ۱۳۹۵ | نام دهستان  | مرکز دهستان | جمعیت دهستان ۱۳۹۵ | شهر                                                   | جمعیت شهر ۱۳۹۵                                                 |
| ---------- | ---------- | -------------- | ----------- | ----------- | ----------------- | ----------------------------------------------------- | -------------------------------------------------------------- |
| مرکزی      | زرین‌شهر    | ۱۵۶٬۱۲۷ نفر    | اشیان جنوبی | اشیان       | ۸۸۸ نفر           | زرین‌شهر سده لنجان چمگردان ورنامخواست زاینده‌رود باغشاد | ۵۵٬۸۱۷ نفر ۲۵٬۷۸۳نفر ۱۵٬۵۷۴ نفر ۱۸٬۷۰۰ نفر ۹٬۴۶۳ نفر ۴٬۳۵۶ نفر |
| مرکزی      | زرین‌شهر    | ۱۵۶٬۱۲۷ نفر    | کاریز       | کاریز       | ۴۸۱ نفر           | زرین‌شهر سده لنجان چمگردان ورنامخواست زاینده‌رود باغشاد | ۵۵٬۸۱۷ نفر ۲۵٬۷۸۳نفر ۱۵٬۵۷۴ نفر ۱۸٬۷۰۰ نفر ۹٬۴۶۳ نفر ۴٬۳۵۶ نفر |
| باغ‌بهادران | باغ‌بهادران | ۴۶٬۶۶۲ نفر     | چم رود      | کرچگان      | ۸٬۴۲۲ نفر         | باغ‌بهادران چرمهین                                     | ۱۰٬۲۷۹ نفر ۱۳٬۷۳۲ نفر                                          |
| باغ‌بهادران | باغ‌بهادران | ۴۶٬۶۶۲ نفر     | زیرکوه      | کچوئیه      | ۱۰٬۰۷۳ نفر        | باغ‌بهادران چرمهین                                     | ۱۰٬۲۷۹ نفر ۱۳٬۷۳۲ نفر                                          |
| باغ‌بهادران | باغ‌بهادران | ۴۶٬۶۶۲ نفر     | چم کوه      | چم یوسف‌علی  | ۶٬۳۶۲ نفر         | باغ‌بهادران چرمهین                                     | ۱۰٬۲۷۹ نفر ۱۳٬۷۳۲ نفر                                          |
| فولادشهر   | فولادشهر   | ۹۲٬۷۹۱ نفر     | اشیان شمالی | مهرآباد     | ۳٬۸۸۴ نفر         | فولادشهر                                              | ۸۸٬۴۲۶ نفر                                                     |
| فولادشهر   | فولادشهر   | ۹۲٬۷۹۱ نفر     | خرم‌رود      | فولادشهر    | ۴۸۱ نفر           | فولادشهر                                              | ۸۸٬۴۲۶ نفر                                                     |

## جغرافیای طبیعی

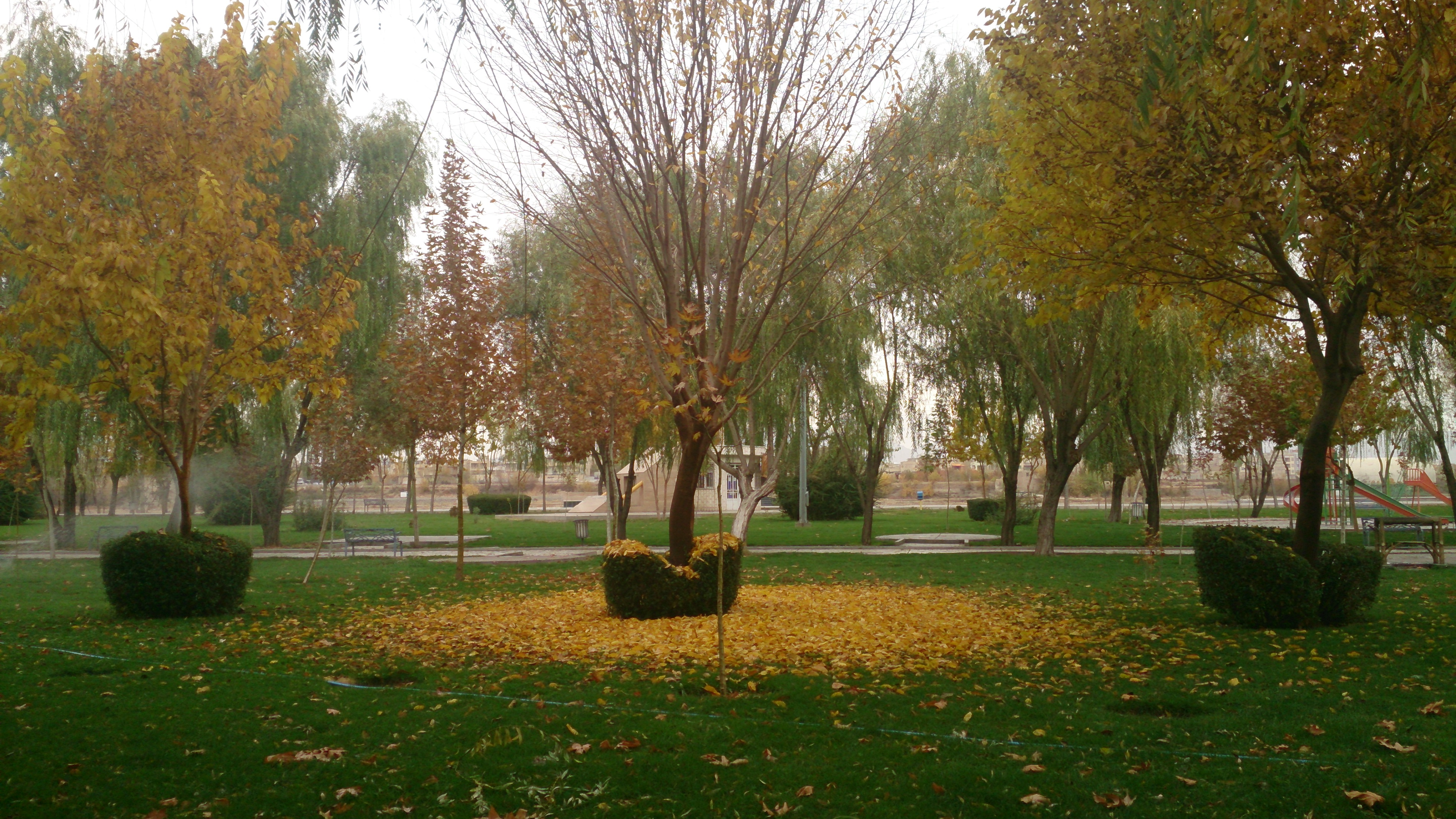

شهرستان لنجان با وسعت ۱۱۷۰ کیلومتر مربع در فاصله ۳۵ کیلومتری جنوب غربی اصفهان قرار گرفته است. ارتفاع نسبی آن از سطح دریا ۱۷۰۰ متر است و دارای آب و هوایی متغیر که همواره تحت تأثیر ناحیه نیمه خشک مرکزی و نیمه مرطوب چهارمحال و بختیاری قرار می‌گیرد. ارتفاعات آن شامل کوه‌های پنجئ از رشته کوه‌های مرکزی که در شمال شهرستان واقع شده‌اند و کوه‌های بیدکان در غرب آن می‌باشند. لازم است ذکر شود که خط مرزی این شهرستان با استان چهارمحال و بختیاری از میان گردنه «رخ» عبور می‌کند. 

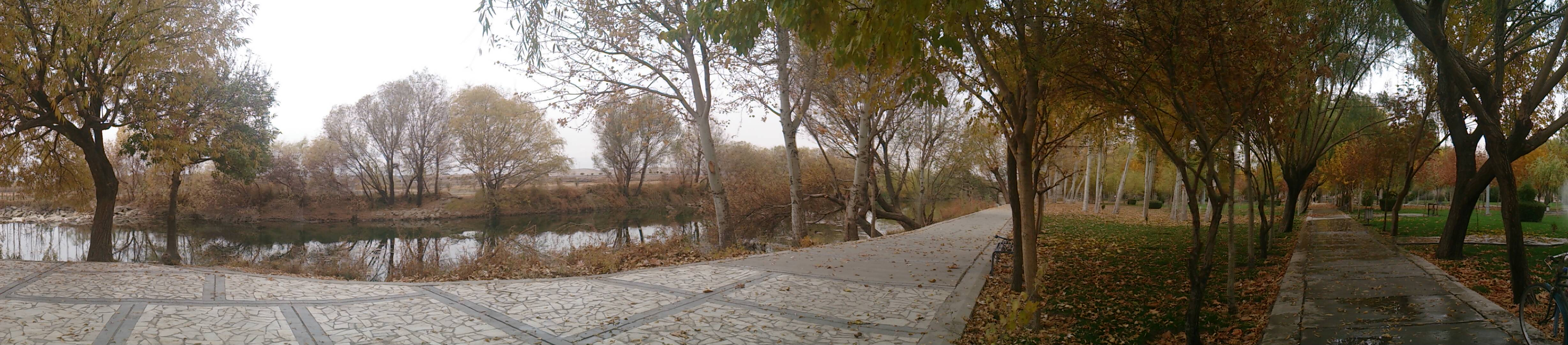

## مردم‌شناسی
در دهه‌های اخیر با تأسیس کارخانه‌های متعدد در این منطقه، هم‌اکنون جمعیت کثیری از مردم سراسر کشور در این منطقه سکونت دارند.مردم بومی این منطقه اغلب فارسی زبان هستند،اما با مهاجرت گسترده بختیاری ها و قشقایی امروز بختیاری ها فارسی زبان ها و ترک ها در این شهرستان زندگی می کنند.

## آموزش عالی
این شهرستان دارای ۹ دانشگاه است:
- دانشگاه آزاد اسلامی واحد سده لنجان
- دانشگاه پیام نور زرین‌شهر
- مرکز آموزش علمی کاربردی زرین‌شهر
- دانشگاه غیرانتفاعی صنعتی فولاد
- دانشگاه غیرانتفاعی امین فولاد
- دانشگاه غیرانتفاعی فرزانگان
- دانشگاه پیام نور زاینده رود
- دانشگاه پیام نور باغ‌بهادران
- مرکز علمی کاربردی صنایع دفاعی زرین‌شهر
- دانشگاه صنایع و معادن لنجان (در حال تأسیس)

## صنایع
کارخانه ذوب آهن، کارخانه صنایع دفاع، کارخانه نوید منگنز و زرین خودرو از جمله صنایع این منطقه‌اند.

### صنایع دستی
شهرستان لنجان همانند دیگر شهرستان‌های استان اصفهان از قابلیت‌های بالقوه صنایع دستی در شهرستان برخوردار است.
صنایع دستی که شرح آن ذیلاً آمده است از جمله رشته‌هایی است که در این شهرستان به علاقه‌مندان آموزش داده می‌شود:
- منبت و معرق روی چوب
- نقاشی روی ظروف مینایی
- گلیم بافی
- دوخت چرم-۵رودوزی سنتی (سرمه دوزی) و روبان دوزی
- سفال‌گری مقدماتی و پیشرفته
- چاپ قلمکار
- طراحی و نقاشی رنگ روغن و آبرنگ
- قلمزنی
- قالی بافی

## تاریخ
تاریخ لنجان قدمتی دیرینه دارد و به دلیل مجاورت با زاینده رود و خاک مساعد و هوای معتدل همواره مهم‌ترین قطب کشاورزی، باغداری و کشت غلات و همچنین به دلیل وجود دشت‌های سر سبز
مکان مناسبی برای دامپروری و تولید محصولات لبنی در اصفهان به‌شمار می‌رفته است. البته در بعضی از دوران به‌خصوص در دوران قاجار به دلیل خشکسالی‌ها و همچنین سرمای بی‌سابقه، رونق این منطقه در فراز و نشیب بوده است.
مهم‌ترین روستاهای این بلوک شامل: آشیان، لنجان، اشترجان، آی دغمش، گرکن و النجان می‌باشد.
آشیان: بمعنی آشیان و دهکده است.
لنجان: محل بیرون کشیده است، گویند اینجا جنگل بوده است، پس از قطع درختان آن، بیرون افتاده است.
اشترجان: بمعنی تالاب است.
آیدغمش :آی بترکی ماه و دغمش زائیدن، در تاریخ ابن اثیر و طبری اینجا را ماه دینار نوشته‌اند و
گویند جنگل بوده است، و ماه از زیر درخت‌ها خورده خورده دیده می‌شده است مانند دینار.
گرکن: نوشته‌اند فرکن بوده است باسم مادی آنجا و بمعنای شهر جدید است.
النجان: نوشته‌اند ارم گان بوده است.
پژوهش‌های پیشین در منطقه لنجان به صورت موردی و اغلب در زمینه آثار معماری شاخص آن انجام شده است که از آن جمله می‌توان به حفاری هرتسفلد در قبرستان استراخاتون پیربکران در سال ۱۹۲۳ میلادی، مطالعات مایرون اسمیت در مسجد جامع اشترجان در سال ۱۹۳۶ میلادی، آندره گدار در مقبره پیربکران در سال ۱۹۳۷ میلادی و مطالعات کارو میناسیان و محمد مهریار در مورد استحکامات خان لنجان (قلعه‌بزی) و بررسی باستان‌شناسی این قلاع توسط استرن و بیزلی در سال ۱۹۶۵ میلادی اشاره نمود. از جدیدترین پژوهشها در این منطقه، حفاری در محوطه قلعه‌بزی است که تاریخ قطعی حضور انسان در این ناحیه را تا دوره پارینه سنگی میانی به عقب بازمی‌گرداند. این در حالی است در چنین مناطق باستانی با مقیاس کلان می‌توان با بهره‌گیری از رویکردها و روشهای مناسب، مانند استفاده از تصاویر ماهواره‌ای، عکس‌های هوایی و روش‌های سنجش از دور در کنار منابع مکتوب و داده‌های قوم‌نگاری، تصویری روشن از تغییر و تحولات جوامع انسانی در گذشته ارائه نمود. از دیگر منابع اصلی و دست اول در شناخت روستاهای لنجان، رساله‌ای مالیاتی مربوط روستاهای پیرامون اصفهان است که توسط یکی از مستوفیان دستگاه قاجار تنظیم شده و به اوضاع اقتصادی و زراعی و میزان مالیات ۲۰۰ روستای اصفهان، به ویژه روستاهای حاشیهٔ رودخانه زاینده‌رود اختصاص دارد. از منابع ثانویه در مکانیابی و شناخت روستاها و واحدهای کوچک و بزرگ جغرافیایی لنجان، اسناد تاریخی دوره قاجار و پهلوی است که با موضوعات مختلف مانند مکاتبات رسمی، فرامین حکومتی و اداری، گزارش‌های مالی و مالیات اراضی، وقف‌نامه‌ها یا حتی اختلافات و دعاوی میان مالکان و رعایای روستاها وجود داشته و دارای اطلاعات مفیدی در مورد شرایط اجتماعی واقتصادی این دوره هستند.
در سال ۱۰۰۰ ه‍. ق، شاه عباس اصفهان را به عنوان مرکز سیاسی ایران برگزید و پایتخت را از قزوین به اصفهان منتقل کرد. این زمان آغاز رونق و شکوفایی اصفهان بود و لنجان نیز از این رونق و شکوه بهره فراوانی برد، زیرا که این منطقه سرسبز و حاصلخیز با اصفهان فاصله چندانی نداشت و بسیار زود بیشه زارها، تفرج گاه‌ها و شکارگاه‌های سرسبز آن مورد توجه شاه قرار گرفت.
در دوره شاه سلطان حسین لنجان به تبع اصفهان روزگاری سخت را سپری کرد. در عهد افشاریان و زمانه زندیان، لنجان معبر آمد و شد دسته‌ها و طایفه‌هایی بود که یا به اصفهان می‌آمدند یا از آن می‌گریختند. در عهد قاجار، لنجان یا در تملک شاهزادگان قاجار قرار داشت یا تیولی بود که به وابستگان دربار مسعود میرزا بخشیده می‌شد. در دوره پر آشوب انقلاب مشروطه و استبداد صغیر، لنجان گذرگاه خان و قشون

### آبشار شاه‌لولاک
در پنج کیلومتری شهر چرمهین، دردامنه کوه‌های زاگرس، آبشار شاه لولاک از ارتفاع کوه بر دامنه آن فرو می‌ریزد و در بهار و تابستان پذیرای صدها نفر از مردم زنده دلی است که به طبیعت گردی می‌روند. راه دسترسی این آبشار منحصراً از شهر چرمهین می‌گذرد. آبشار در زمستان کاملاً یخ می‌زند و قندیلهای زیبا و قطور یخ به ارتفاع هفتاد متر تشکیل می‌دهد. آب آبشار در قسمتی که نزد مردم محلی به حوض معروف است روی زمین آرام می‌گیرد. از رویدادهای تاریخی و مهمی که از گذشته‌های دور تا الان هرساله در مجموعه تفریحی آبشار شاه‌لولاک اتفاق می‌افتد مراسم آئینی شالورا است.

### مسجد رحیم خانمسجد جامع زرین شهر
از معدود بناهایی تاریخی شهرستان لنجان است که با شماره ۱۵۱۹۰ در فهرست آثار ملی به ثبت رسیده است. قدمت آن مربوط به اوایل دوران قاجار است. این مسجد به وسیلهٔ محمد رحیم خان ریزی ساخته شده و دارای یک شبستان اصلی و تعدادی طاقنما در محوطه حیاط با تزئنیات آجرکاری خفته –راسته و آجرکاری معقلی و کاشیکاری است. شبستان جبههٔ شمالی آن الحاقی است که در دهه‌های اخیر ساخته شده است که پیش از این کاریز بزرگی از حیاط آن می‌گذشت و دارای سنگ آب ارزشمند تاریخی بود که هم‌اکنون نیز موجود است. در این مسجد علما و خوانین و کدخدایان زرین شهر در اطاقهای مخصوصی دفن می‌باشند.

### گرمابه حاج رضاقلی زرین شهر
این گرمابه از نوع دوقلو (زنانه و مردانه) با دیرینگی قاجاریه می‌باشد که به تازگی با شماره ۳۱۱۹۹/۱۳۹۴ در فهرست آثار ملی ایران به ثبت رسیده است.

### کبوترخانه باغ برجی شرقی زرین شهر
این کبوترخانه از نوع دو استوانه‌ای و با دیرینگی صفویه می‌باشد که با شماره ۱۹۲۱۷/۱۳۸۶ در فهرست آثار ملی ایران ثبت شده است اما در سال ۱۳۹۰ به دلیل بی‌توجهی مسولین بخشی از آن به وسیلهٔ مالکین زمین‌های کناری ویران و تاکنون هم بازسازی نشده است.

### پل کله
قدمت پل مربوط به اواخر دوران صفوی است که در حال حاضر به علت عدم توجه به فرسودگی‌های نما و اجرای ساخت و سازهای غیراصولی در معرض خطر است.

### قلعه چهاربرج
بنای زیبایی است که بر بلندترین نقطه ارتفاعی غرب شهر باغ‌بهادران از شهرستان لنجان واقع شده است. قدمت آن اواخر صفوی و اوایل قاجار است. دارای چهار برج دیده‌بانی است

### کبوترخانه
کبوترخانه‌های زیبایی در اقصی نقاط شهرستان لنجان با زیبایی‌های خاص خود وجود دارند که دیدن آن‌ها خارج از لطف نیست. در کرچگان برج کبوتر ۲۰۰ ساله موجوداست که گذشته ازآن به عنوان مکانی برای دیده‌بانی استفاده می‌شده است.

## کشاورزی
با توجه به وجود شالیزارهای برنج، این شهرستان یکی از بهترین محصولات برنج ایران را تولید می‌کند.
همچنین در بخش باغ‌بهادران از محصولاتی نظیر گردو، بادام و غیره نیز می‌توان نام برد.
برنج لنجان، مهم‌ترین محصول کشاورزی در استان به‌شمار می‌آید. برنج این منطقه از نوع چمپا اما بسیار خوش‌بو و خوش طعم است؛ در سال‌های اخیر به دلیل خشکسالی‌های پی در پی متأسفانه هنوز هم کشت غلط برنج ادامه دارد که باید هر چه سریع تر الگوی کشت مناسب جایگزین شود.

## مراکز گردشگری
- مسجد رحیم خان مسجد جامع زرین شهر
- آبشار شاه‌لولاک در چرمهین
- امامزاده سید ابراهیم در ورنامخواست
- امامزاده باباسبز در روستای اُشیان
- رودخانه زاینده رود (معروف به سر سنگ) روستای اُشیان
- حمام قدیمی ناروندی و موزه مردم‌شناسی در شهر چرمهین
- زیارتگاه بابا شیخ علی: مزار شیخ ابوعلی رودباری از صوفیان قرن چهارم هجری در شهر زاینده رود
- برجهای کبوترخانه زرین‌شهر و ورنامخواست
- امامزاده شاهزاده ابراهیم شهر باغ‌بهادران
- پیر چنارروستای خشوئیه

### دهکده ساحلی زاینده رود
این منطقه یکی از مراکز مهم ییلاقی اصفهان محسوب می‌شود. رودخانه زاینده رود، با جلوه‌ای رؤیا گون از میان بیشه‌ها و باغ‌ها می‌گذرد و قل قل آب و آواز پرندگان در لابلای شاخسار بیشه‌ها و وزش باد درشاخ و برگ درختان آن، از زیباترین موسیقی‌هایی است که می‌توان شنید. دو سوی رودخانه پوشیده از درخت و سبزه زار است و با آب و هوایی دلپذیر و خنک روح را تسکین می‌دهد. هر نقطه این ناحیه تفرجگاهی زیباست، کوه، آب زلال رودخانه و بیشه و درخت و باغ و سبزه زار، به باغ‌بادران و روستاها و چم‌های اطراف آن زیبایی خیره‌کننده‌ای بخشیده است.